# Оберајхенбах (Средња Франконија)
Оберајхенбах (њем. Oberreichenbach) град је у њемачкој савезној држави Баварска. Једно је од 25 општинских средишта округа Ерланген-Хехштат. Према процјени из 2010. у граду је живјело 1.229 становника. Посједује регионалну шифру (AGS) 9572147.

## Географски и демографски подаци
Оберајхенбах се налази у савезној држави Баварска у округу Ерланген-Хехштат. Град се налази на надморској висини од 353 метра. Површина општине износи 4,8 km². У самом граду је, према процјени из 2010. године, живјело 1.229 становника. Просјечна густина становништва износи 254 становника/km².